# Artjom Argokow
Artjom Wladimirowitsch Argokow (russisch/kasachisch Артём Владимирович Аргоков; * 16. Januar 1976 in Ust-Kamenogorsk, Kasachische SSR) ist ein ehemaliger kasachischer Eishockeyspieler, der bei verschiedenen russischen und kasachischen Vereinen spielte und mit der kasachischen Nationalmannschaft an den Olympischen Winterspielen 2006 und drei Weltmeisterschaften der Top-Division teilnahm. 

## Karriere
Artjom Argokow begann seine Karriere 1995 in der ersten russischen Liga bei Metallurg Nowokusnezk. 1998 wechselte der Verteidiger zum russischen Verein HK Lada Toljatti, wo er nur eine Saison spielte. Danach wurde er vom russischen Erstligisten Amur Chabarowsk für eine Spielzeit verpflichtet. Weitere Station war HK Traktor Tscheljabinsk. Bei seinem Heimatverein Kaszink-Torpedo Ust-Kamenogorsk aus Kasachstan stand Argokow von 2006 bis 2010 und 2014 bis 2015 unter Vertrag. Zuvor spielte er für den Klub bereits von 2002 bis 2005.
Zur Saison 2010/11 schloss sich Argokow dem HK Beibarys Atyrau aus der kasachischen Meisterschaft an, wo er bis 2014 spielte.

### International
Im Juniorenbereich spielte Argokow bei den U18-Meisterschaften Asiens und Ozeaniens 1994, bei denen die Kasachen den Titel erringen konnten.
Für Kasachstan nahm Argokow an der B-Weltmeisterschaft 1999, den Weltmeisterschaften der Division I 2003, als er die beste Plus/Minus-Bilanz des Turniers erreichte, und 2008, als er zum besten Verteidiger des Turniers gewählt wurde, sowie den Weltmeisterschaften der Top-Division 2004, 2005 und 2006 teil. Zudem stand er im Aufgebot seines Landes bei den Winter-Asienspielen 2007, bei denen er mit seiner Mannschaft die Silbermedaille gewann. Außerdem spielte er bei den Qualifikationsturnieren für die Olympischen Winterspiele 2006 und 2010 sowie den Winterspielen 2006 in Turin selbst teil.

## Erfolge und Auszeichnungen
- 1994 Meister der U18-Meisterschaft Asiens und Ozeaniens
- 2003 Beste Plus/Minus-Bilanz bei der Weltmeisterschaft der Division I, Gruppe A
- 2004 Kasachischer Meister mit Kaszink-Torpedo Ust-Kamenogorsk
- 2005 Kasachischer Meister mit Kaszink-Torpedo Ust-Kamenogorsk
- 2007 Kasachischer Meister mit Kaszink-Torpedo Ust-Kamenogorsk
- 2007 Silbermedaille bei den Winter-Asienspielen
- 2008 Bester Verteidiger bei der Weltmeisterschaft der Division I, Gruppe A
- 2011 Kasachischer Meister mit dem HK Beibarys Atyrau
- 2012 Kasachischer Meister mit dem HK Beibarys Atyrau